# MPSB Nr. 9 (3. Besetzung)
Die Lokomotive Nr. 9 in dritter Besetzung der Mecklenburg-Pommerschen Schmalspurbahn (MPSB) war eine vierachsige Heißdampflokomotive, die 1925 von Vulcan hergestellt wurde. Die Deutsche Reichsbahn bezeichnete die Lokomotive ab 1. April 1949 als 99 3461.

## Geschichte
Mit dem Erwerb der Nr. 9III wurde die durch den Ersten Weltkrieg unterbrochene Beschaffung von Lokomotiven fortgesetzt. Auf Grund der positiven Erfahrungen mit der Heißdampflokomotive Nr. 8II wurde nunmehr eine weitere Maschine dieser Bauweise erworben. Man wählte eine Schlepptenderlokomotive, um eine größere Reichweite für das geplante Netz südlich von Friedland zu besitzen.
1949 kam die Lokomotive in den Bestand der Deutschen Reichsbahn. Diese ordnete sie zusammen mit der Nr. 12II in die Baureihe 99.346 ein. Die Lokomotive war bis 1969 im Einsatz, zuletzt auf der Strecke Friedland–Anklam. 1972 wurde sie an die französische Museumsbahn Chemin de fer Froissy-Dompierre verkauft. Dort kam sie einige Jahre zum Einsatz. Nach Ablauf der Kesselfrist war sie abgestellt, seit 1999 wurde sie wieder aufgearbeitet, u. a. erhielt sie einen neuen Kessel. Seit Juli 2014 ist sie wieder betriebsfähig.

## Konstruktive Merkmale

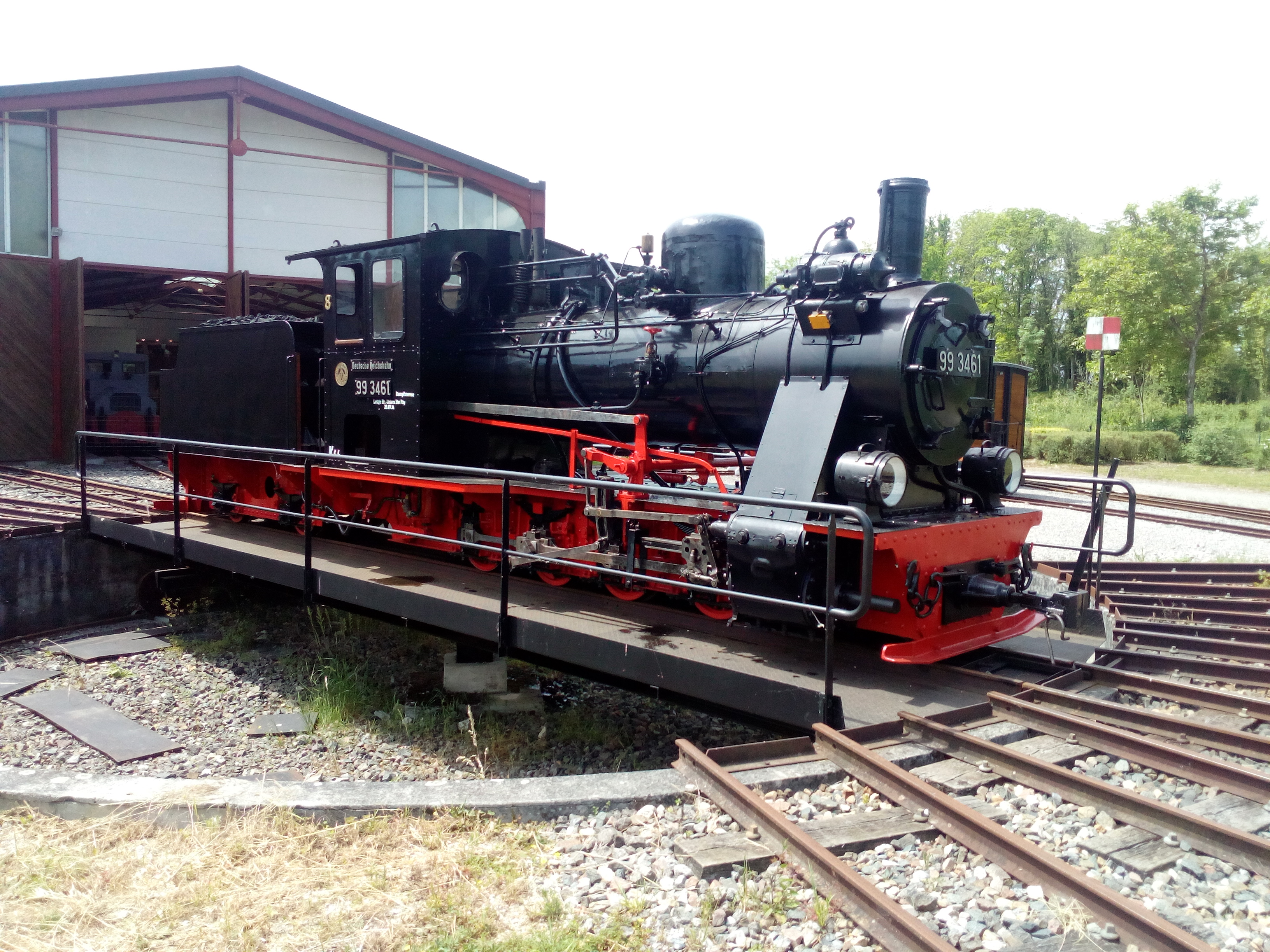
Die 99 3461 neu lackiert in Reichsbahn-Lackierung (28. Mai 2017)

Die Lokomotive hatte einen Blech-Außenrahmen. Hinter dem schwach konischen Schornstein befand sich das Dampfläutewerk Bauart Latowski. Der große runde Dampfdom saß in der Kesselmitte. Dahinter befand sich der eckige Sandkasten. Die auf dem Führerhausdach angeordnete Dampfpfeife wurde später auf den Stehkessel versetzt. Die Einströmrohre in die Zylinder waren verkleidet. Der Kessel lag 1,58 Meter hoch und bot darunter einen freien Durchblick.
Das außenliegende Heißdampftriebwerk war leicht geneigt, arbeitete auf die dritte Achse und besaß eine Heusingersteuerung.
Das Führerhaus verfügte über einen Lüftungsaufsatz. Der Dach des Führerhauses war über die Tenderbrücke gezogen. Der Zugang zum Führerhaus erfolgte über die Tenderbrücke. Der Sandstreuer sandete die dritte Achse von vorn und hinten. Die Lokomotive war mit einer Dampfbremse ausgestattet. Durch die Deutsche Reichsbahn wurde später noch ein AEG-Turbogenerator für die elektrische Beleuchtung angebaut.
Der Tender verfügte über einen Außenrahmen. Die Gestaltung war der preußischen Bauweise angelehnt.